# إيوان إجنا
إيوان إجنا (ولد في 4 يونيو 1940) هو لاعب كرة قدم روماني وحكم سابق. لعب اجنا كرة القدم في يو تي أي أراد بين 1957 و1960 و1964-1967 وفي بولتيهنيكا تيميسوارا بين 1961 و1964، أصبح حكمًا في عام 1972. حكم مباراتين في كأس العالم 1986 في المكسيك، بما في ذلك مباراة ربع النهائي ملحمية بين البرازيل وفرنسا. قام خلال هذ المباراة باتخاذ قرارين مثيرين للجدل. في الفترة الثانية من الوقت الإضافي، لم يعاقب خطأ ارتكبه حارس مرمى البرازيل كارلوس روبيرتو غالو على المهاجم الفرنسي برونو بيلون. ووصف معلق بي بي سي جيمي هيل قرار اجنا بتجاهل خطأ كارلوس بأنه «خطأ فادح». في ركلات الترجيح، احتسب هدفا عندما ضربت تسديدة بيلون القائم وارتدت الكرة من كارلوس قبل دخول الهدف. تم تعديل قوانين اللعبة في وقت لاحق لمعالجة ما حدث في ركلات الترجيح على وجه التحديد.
كما حكم مباراة الذهاب من نهائي كأس الاتحاد الأوروبي لعام 1987 ونصف النهائي في بطولة أمم أوروبا لكرة القدم عام 1988 في ألمانيا الغربية بين هولندا وألمانيا الغربية.

## روابط خارجية
- ايوان اجنا على موقع Soccerway.com (الإنجليزية)
- ايوان اجنا على موقع أوليمبيديا (الإنجليزية)
- الملف الشخصي